# Borbás Mária (műfordító)
Borbás Mária Anna (Budapest, 1930. április 23. – Budapest, 2020. május 1.) József Attila-díjas magyar műfordító, író, kiadói szerkesztő.

## Életpályája
Szülei Borbás Pál és Köves Julianna voltak. 1948–1953 között az ELTE Bölcsészettudományi Kar magyar-francia szakos hallgatója volt. 1953–54-ben a Szépirodalmi Könyvkiadó szerkesztője volt. 1955–1995 között az Új Magyar Könyvkiadó illetve – ennek folytatásaként – az Európa Könyvkiadó szerkesztőjeként dolgozott. 1956–1961 között elvégezte az ELTE BTK angol szakát is az Angol–Amerikai Intézetben.

## Magánélete
1951-ben házasságot kötött Osváth Péterrel. Két ikerlányuk született, Anna és Judit (1958). Nyolc unokája élete során hat dédunokával ajándékozta meg.

## Művei
- Shakespeare Összes drámái I–IV. (szerkesztette, 1955, 1988)
- H. G. Wells: A bűvös bolt (elbeszélés, 1959)
- Ciróka-Maróka (gyermekkönyv, 1961)
- Tél Budán (ifjúsági regény, 1968)
- Firenzei éjszakák (válogatta, 1981)
- Halhatatlan szerelmesek (válogatta, 1983)
- Élhetetlen szerelmesek (válogatta, 1984)
- Karácsonyi ének (válogatta, 1995)
- A bűnbak bégetése, avagy Gyöngyszemek a papírkosárból; Európa, Bp., 1999
- Így irtunk mi, avagy A műfordító sem fenékig tejfel; Móra, Bp., 2010

## Műfordításai
- M. R. Anand(wd): Rádhá és Krisna szerelme (1964)
- D. Masters: Baleset (1964)
- C. Achebe: Örökké nyugtalanul (1964)
- A. Kopit: Jaj, Apu, szegény Apu… (1966)
- J. S. Le Fanu: Fogadó a repülő sárkányhoz (1966)
- R. Dahl: Szuperpempő (1968)
- M. Spark: A menj-el madár (1968)
- P. Branch(wd): Minden hétfőn gyilkosság (1968)
- D. Lessing: A fű dalol (Bartos Tiborral, 1968)
- H. Fielding: Amelia (regény, 1969)
- E. Welty: A Ponder-szív (1969)
- J. Wain: Nem kell vala megvénülnöd (1970)
- E. Albee: A homokláda (1970)
- M. Drabble: Malomkő (1971)
- H. Melville: Bartleby, a tollnok (1971)
- N. Pevsner: Az európai építészet története (1972)
- M. Spark: Mr. Robinson (1972)
- G. Durrell: Rokonom, Rosy (1973)
- P. L. Travers: A csudálatos Mary visszatér (1973)
- R. Morris(wd): Szökevény (1974)
- B. K. Greenleaf: Amerika-láz (1975)
- H. Melville: Benito Cereno (1975)
- P. Abraham(de): Királylányt vettem feleségül (1976)
- J. Austen: Értelem és érzelem (1976)
- J. Hillaby: Gyalogszerrel Európában (1976)
- S. Jackson: Caruso (1976)
- A. Christie: Egy marék rozs (1977)
- P. L. Travers: A csudálatos Mary kinyitja az ajtót (1977)
- A. Ransome: Téli szünidő (1977)
- J. Wyndham: Újjászületés (Baranyi Gyulával, 1977)
- A. Christie: Gyilkosság a paplakban (1978)
- H. Clement: Az elveszett rakéta (1978)
- D. Ellington: Mindenem a muzsika (1978)
- K. Vonnegut: Macskabölcső (regény, 1978)
- C. Hare: Az eltűnt klarinétos (1979)
- J. Hillaby: Gyalogszerrel Nagy-Britanniában (1979)
- E. Kästner: Emil és a három iker (ifjúsági regény, 1979)
- R. L. Stevenson: Tornyosház a homokparton (1979)
- W. M. Thackeray: Levelek (1979)
- W. E. B. Du Bois: John Brown balladája (1980)
- George Meredith: Ople tábornok… (1980)
- D. Thomas: Rebeka leányai (1980)
- V. Woolf: Esszék (1980)
- N. Gordimer: Livingstone bajtársai (1981)
- I. Shaw: Párizs! Párizs! (1981)
- I. Stone: Ellenség a házban (1981)
- K. Vonnegut: Börleszk (1981)
- R. A. Rosenstone: Romantikus forradalmár (1982)
- Eudora Welty: A számkivetett indián leányzó (Udvarhelyi Hannával, 1982)
- J. Austen: A klastrom titka (1983, 2003)
- A. A. Milne: Holnemvolt (1983)
- A. Ransome: Galambposta (1983)
- M. Spark: Célszerű lődörgés (1983)
- K. Vonnegut: Börtöntöltelék (1983)
- C. McCullough: Tövismadarak (Göncz Árpáddal, 1984)
- J. S. Le Fanu: A kísérő szellem (1984)
- A. Brontë: Wildfell asszonya (1985)
- R. Dahl: Danny, a szupersrác (1985)
- M. Frayn: Bádogemberek (1986)
- P. Theroux: A vén patagóniai express (1986)
- K. Vonnegut: Mesterlövész (1986)
- J. Donovan: New Yorkban minden más (1987)
- G. Mikes: Papucsban (Dezsényi Katalinnal, 1987)
- E. Orczy: A vörös pimpernel (1987)
- A. Christie: Fülemüle-villa (1988)
- G. Durrell: A részeg erdő (1988)
- K. Vonnegut: A Titán szirénjei (1988)
- R. Chandler: A gyöngy bajjal jár (1989)
- E. L. Doctorow: A költők élete (1989)
- P. Quentin: Halálos hajsza (1989)
- J. Webster: Kedves ellenségem! (1989)
- R. Dahl: Karcsi és a csokoládégyár (1990)
- P. Hauck: Légy jó önmagadhoz (1990)
- A. Lurie: Külhoni viszonyok (1990)
- R. Dahl: Matilda három csodája (regény, 1991)
- S. Dainow: Segítség! Serdülők! (1992)
- A. Koestler: Mint éjjeli tolvaj (1992)
- E. Brontë: Üvöltő szelek (1993)
- A. Christie: A kutya se látta (1993)
- R. Dahl: Karcsi és a nagy üveglift (1993)
- L. P. Hartley: A szerelmi postás (1993)
- A. Sommer-Bodenburg: Csokolándy – A szülinapi csokikutya (1993)
- A. Sommer-Bodenburg: Csokolándy – Víg élet a kutyaélet (1993)
- A. Christie: Így éltünk Mezopotámiában (1994)
- G. Durrell: A véznaujjú maki meg én (1994)
- M. Prunty: Használati utasítás fiúkhoz (1994)
- A. Sommer-Bodenburg: Csokolándy – Vigyázat, kutyafogók! (1994)
- A. Sommer-Bodenburg: Csokolándy – Az ínyencek királya (1994)
- P. L. Travers: Mary Poppins a Parkban (1994)
- A. Christie: Gyilkosság méretre (1995)
- G. Durrell: Életem értelme (1995)
- I. B. Singer: A félelmetes fogadó (1995)
- M. C. Higgins: Ne felejts! (1996)
- G. Ortner: Gyógyító mesék (1996)
- R. Pilcher: Elmúlt a nyár (1996)
- R. Pilcher: Ház a tengerparton (1996)
- P. L. Travers: Mary Poppins a Cseresznyefa utcában (1996)
- G. Durrell: A piknik és egyéb kalamajkák (1997)
- R. Pilcher: Otthon I. (1997)
- P. Pullman: Északi fény (1997)
- Jerry Spinelli: Stargirl (2004)
- Mary Hooper: Édességek kicsiny boltja (2005)
- Mary Hooper: Szirmok a hamuban (2006)
- P. R. Morrison(wd): Szélszelídítő (2007)
- Az itáliai reneszánsz: építészet, szobrászat, festészet, rajz (B. Szűcs Margittal és Kertész Balázzsal, 2007)
- Alice Hoffman: Itt a Földön (2007)
- Ellen Potter (ill. Peter Reynolds): Olivia (2008)
- Sara Pennypacker: Klementin (2009)
- Agatha Christie: Ferde ház (2009)
- Elliot Aronson–Carol Tavris: Történtek hibák, de nem én tehetek róluk. Az önigazolás lélektana (Varga Katalinnal, 2009)
- Leon Uris: Szentháromság (Dezsényi Katalinnal és Tótisz Andrással, 2009)
- Vicki Myron és Bret Witter: Dewey, a könyvtár macskája (2010)
- R. Pilcher: Közöttünk az óceán (a versbetéteket ford. N. Kiss Zsuzsa; 2010)
- Benjamin Mee: Az igazi kaland (2012)

## Díjai
- Szocialista Kultúráért (1971)
- Az Európa Könyvkiadó Nívódíja (1983, 1985, 1990)
- Év Gyermekkönyve díj (1986, 1992, 2000)
- Bölöni-díj (1989)
- József Attila-díj (1994)